# Вронін (Малопольське воєводство)
Вронін (пол. Wronin) — село в Польщі, у гміні Конюша Прошовицького повіту Малопольського воєводства.
Населення — 571 особа (2011).
У 1975—1998 роках село належало до Краківського воєводства.

## Демографія
Демографічна структура станом на 31 березня 2011 року:
|          | Загалом | Допрацездатний вік | Працездатний вік | Постпрацездатний вік |
| -------- | ------- | ------------------ | ---------------- | -------------------- |
| Чоловіки | 297     | 71                 | 204              | 22                   |
| Жінки    | 274     | 50                 | 171              | 53                   |
| Разом    | 571     | 121                | 375              | 75                   |